# Diane Arbus
Diane Arbus vel Nemerov (ur. 14 marca 1923, zm. 28 lipca 1971 w Nowym Jorku) – amerykańska artystka nurtu fotografii dokumentalnej drugiej połowy XX wieku.
Pochodziła z rodziny zamożnych nowojorskich Żydów (jej ojciec – David Nemerov – był właścicielem domu mody Russeks). 10 kwietnia 1941 Diane Nemerov wyszła za mąż za Allana Arbusa – fotografa i początkującego aktora, który rozbudził w niej pasję fotografowania. W 1947 założyli studio fotograficzne. Arbus przez 10 lat wykonywała fotografie komercyjne dla: Esquire, Harper’s Bazaar, New York Times, The Sunday Times Magazine (London), Newsweek, Seventeen, Vogue oraz Glamour.
Od 1955 studiowała u słynnej fotografki Lisette Model. Był to również początek uprawiania przez Arbus fotografii dokumentalnej. W 1967 w galerii Museum of Modern Art w Nowym Jorku otwarto znaczącą wystawę fotografii – "New Documents", w której brała udział obok Garry Winogranda i Lee Friedlandera. Opublikowała ponad 100 fotografii, głównie portretów i "esejów fotograficznych". W latach 1970–1971 wykładała w Rhode Island School of Design. W 1971 popełniła samobójstwo.
W 2006 ukazała się w Polsce książka Patricii Bosworth pt. "Diane Arbus. Biografia". W tymże roku miała również miejsce światowa premiera filmu na podstawie biografii Bosworth "Fur"  w reż. Stevena Shainberga. Rolę Arbus zagrała Nicole Kidman.